# هیلتون ازمیر
هیلتون ازمیر (به ترکی استانبولی: Hilton Izmir) یک هتل و آسمان‌خراش در ترکیه است که در Konak واقع شده‌است.